# محمد عبد الغني حسن
محمد عبد الغني حسن (19 أغسطس 1907 - 1985)، كاتب وباحث وشاعر مصري غزير التأليف، كان عضوًا بمجمع اللغة العربية بالقاهرة.

## مولده وتعليمه
ولد محمد عبد الغني حسن بالمنصورة في 19 أغسطس 1907، لأبوين من مركز ببا بمحافظة بني سويف. التحق بتجهيزية دار العلوم، وكان يمارس أثناء دراسته بها هوايته في الخطابة وقرض الشعر وإنشاده، وبعد حصوله على كفاءة تجهيزية دار العلوم، التحق بدار العلوم وتخرج فيها سنة 1932،
أوفد حسن في نفس عام تخرجه إلى جامعة إكستر بإنجلترا لدراسة التربية وعلم النفس ولغتين شرقيتين، وانتظم في دراستين صيفيتين بجامعتي تور وبوانسون الفرنسيتين لدراسة الفرنسية وآدابها.

محمد عبد الغني حسن في شبابه

## الوظائف التي شغلها
عين محمد عبد الغني حسن مدرسًا بمدرسة المنصورة الثانوية عام 1937، كما عمل بالتدريس بالمدارس الثانوية وبكلية فكتوريا والمعهد العالي للتمثيل وكلية الشرطة، وعين مديرًا للإذاعة المدرسية، ومفتشًا بالتعليم الثانوي والأجنبي، ثم عين مديرًا للنشر والدعاية بوزارة المعارف، ومديرًا لمؤسسة المطبوعات الحديثة، ومديرًا للنشر بالدار القومية.

## كتاباته في المجلات الأدبية والثقافية
كتب محمد عبد الغني حسن في «البلاغ الأسبوعي» وفي «السياسة الأسبوعية» وهو دون العشرين من عمره، ونُشرت قصائده في مطلع شبابه بصحيفة الأهرام، حتى لُقب بشاعر الأهرام منذ خريف 1927، ونشر قصائده في «المقتطف» وهو في الثانية والعشرين من عمره كما نشر العديد من القصائد (وكثير منها من قصائد المناسبات) والمقالات في مجلات «الثقافة» و«الرسالة» و«الكتاب» و«الأديب» و«الهلال» و«الضاد» و«قافلة الزيت» وغيرها، كما تولى رئاسة تحرير مجلة «الناشر المصري».

## الندوات الأدبية

### ندوة العقاد في «البلاغ الأسبوعي»
كان للعقاد ندوة أدبية شعرية في «البلاغ الأسبوعي» بميدان الأزهار، وفي هذه الندوة التقى حسن ـ وهو طالب ـ عددًا من الطلبة الشعراء، من أمثال محمود غنيم وعبد العزيز عتيق وفايد العمروس وسيد قطب وأحمد يوسف بدر، غير أن حسن انصرف عن هذه الندوة لاحقًا إلى ندوة المقتطف.

### ندوة المقتطف
دأب محمد عبد الغني حسن على ارتياد ندوة «المقتطف» (أو ندوة الأستاذ فؤاد صروف)، وفيها التقى العديد من أعلام الفكر والأدب والعلم في مصر آنذاك، ومنهم الدكتور محمد شرف، والدكتور أحمد عيسى، ومصطفى صادق الرافعي، وكامل كيلاني وإسماعيل مظهر وإدوار فارس (قبل أن يغير اسمه إلى بشر فارس) والدكتور أحمد زكي أبو شادي، والشيخ طنطاوي جوهري، والدكتور عبد الرحمن الشهبندر، وأمين المعلوف، والدكتور محمد أسعد طلس وأحمد عارف الزين (صاحب مجلة العرفان) وعيسى إسكندر المعلوف والشيخ أحمد محمد شاكر. وقد ظل حسن على دأبه في حضور تلك الندوة حتى سافر للدراسة في إنجلترا، ولم يلبث عقب عودته أن عاود التردد على ندوة المقتطف، غير أن قيام الحرب العالمية الثانية سنة 1939، وانشغال صروف عن المقتطف بغيره، فتوقفت الندوة. ويقر حسن بفضل ندوة المقتطف في توجيهه الأدبي.

## مؤلفاته

### دواوين شعرية
- من وراء الأفق،
- من نبع الحياة،
- من وحي النبوة،
- ماض من العمر،
- سائر على الدرب،

### دراسات أدبية
- الشعر العربي في المهجر،
- معرض الأدب والتاريخ الإسلامي،
- من أمثال العرب (مع عبد السلام العشري[3])
- الخطب والمواعظ،
- الفلاح في الأدب العربي،
- فن الترجمة في الأدب العربي: دراسات في الأدب العربي والتاريخ (الدار المصري للنشر والتأليف، 1966).
- بين السطور،
- جوانب مضيئة من الشعر العربي،
- خمسة من شعراء الوطنية (بالاشتراك)،

### دراسات إسلامية
- القرآن بين الحقيقة والمجاز والإعجاز،
- الإسلام بين الإنصاف والجحود،

### سير وتراجم
- حياة مي (1942).[5]
- عبد الله فكري: حياته وعصره،
- أحمد فارس الشدياق،
- المقري صاحب نفح الطيب،
- مي: أديبة الشرق والعروبة[5][6]
- ابن الرومي،
- التراجم والسير،
- تراجم عربية،
- جرجي زيدان،
- الشريف الإدريسي،
- الشريف الرضي،
- حسن العطار،
- ابن سعيد المغربي،
- موسى بن نصير،
- أبو مسلم الخراساني
- بطل السند محمد بن القاسم،
- تميم بن المعز: الأمير الشاعر،

### تاريخ
- العرب: صراع خلال العصور،
- علم التأريخ عند العرب،
- المعاهدات والمهادنات في تاريخ العرب،
- تيجان تهاوت،
- ملامح من المجتمع العربي،
- غرائب من الرحلات،

### تحقيق التراث
حقق الكتب الآتية:
- «تلخيص البيان في مجازات القرآن» للشريف الرضي،
- «حلبة الفرسان وشعار الشجعان» لأبي هذيل الأندلسي،
- «الشيخ محمد عياد الطنطاوي» للمستشرق أغناطيوس كرتشكوفسكي،

### الترجمة (عن الإنجليزية)
- «المرأة والدولة في فجر الإسلام» للباحثة نابية أبوت،
- رواية «مون فليت» (سلسلة أولادنا)،

## الجوائز والتكريم
- عُين عضوًا مراسلًا بمجمع اللغة العربية بدمشق عام 1972[2]
- وسام النيل من الطبقة الخامسة (مصر، 1946).[2]
- وسام الجمهورية من الطبقة الثالثة (مصر، 1968).[2]
- جائزة الدولة التشجيعية (مصر، 1968) عن كتابه في فن السير والتراجم «أحمد فارس الشدياق».[2]
- وسام الرواد الأوائل للمعلمين (مصر، 1977) بمناسبة الاحتفال بعيد العلم.[2]

## وفاته
توفي محمد عبد الغني حسن سنة 1985م.

## روابط خارجية
- محمد عبد الغني حسن على موقع أرشيف الشارخ